# Економіко-правовий факультет ОНУ імені І. І. Мечникова
Економічно-правовий факультет (ЕПФ) Одеського національного університету імені I.I. Мечникова — один з найстаріших факультетів університету, що був заснований одночасно із самим вищим навчальним закладом на базі юридичного відділу Рішельєвського ліцею.

## Структура факультету
До складу ЕПФ входять 11 кафедр (станом на 2018 рік):
- кафедра адміністративного та господарського права
- кафедра загально-правових дисциплін та міжнародного права
- кафедра конституційного права та правосуддя
- кафедра кримінального права, кримінального процесу та криміналістики
- кафедра цивільно-правових дисциплін
- кафедра менеджменту та інновацій
- кафедра обліку та оподаткування
- кафедра маркетингу та бізнес-адміністрування
- кафедра економіки та підприємництва
- кафедра економічної кібернетики та інформаційних технологій
- кафедра фінансів, банківської справи та страхування

## Спеціальності
Випускає фахівців з семи спеціальностей:
- Право
- Облік і оподаткування
- Менеджмент
- Економіка
- Фінанси, банківська справа, страхування та фондовий ринок
- Публічне управління та адміністрування
- Маркетинг